# Monkey Majik
MONKEY MAJIK é uma banda de J-rock canadense-japonesa formada em 2000 em Sendai.
Em 2013, a canção "If" foi escolhida para ser a música-tema do filme sobre os 20 anos da J League Soccer.

## Formação atual
- Maynard Plant - vocal, guitarra
- Blaise Plant - vocal, guitarra
- DICK - baixo
- Takuya 'Tax' Kikuchi - bateria

### Instrumentistas de suporte
- Mister - teclados

### Ex-integrantes
- Misao Urushikaka (baixo)
- Chad Ivany (bateria)
- Jan Kuypers (bateria)
- Tom Prichard (bateria)

## Discografia

### Álbuns de estúdio
| Ano  | Álbum/ Informação | Desempenho nas paradas musicais | Total vendas | Certificações   |
| ---- | --- | ------------------------------- | ------------ | --------------- |
| 2003 | Spade - Independently released - Released: September 24, 2003 - Label: Under Horse Records (UHR-001) - Formats: CD, digital download                                   | 192                             | 6,400        |                 |
| 2005 | Eastview - Independently released - Released: September 21, 2005 - Label: Under Horse Records (UHR-9) - Formats: Compact disc, digital download                        | 122                             | 14,000       |                 |
| 2006 | Thank You - Debut major label album - Released: May 24, 2006 - Label: Binyl Records (AVCD-17922) - Formats: Compact disc, digital download, rental CD                  | 5                               | 97,000       | - RIAJ: Ouro    |
| 2007 | Sora wa Marude (空はまるで, "The Sky Is Just Like") - Released: July 25, 2007 - Label: Binyl Records (AVCD-23314) - Formats: Compact disc, digital download, rental CD | 3                               | 266,000      | - RIAJ: Platina |
| 2008 | Time - Released: September 3, 2008 - Label: Binyl Records (AVCD-23668) - Formats: Compact disc, digital download, rental CD                                            | 2                               | 116,000      | - RIAJ: Ouro    |
| 2011 | Westview - Released: February 2, 2011 - Label: Binyl Records (AVCH-78022) - Formats: Compact disc, digital download, rental CD                                         | 9                               | 18,000       |                 |
| 2012 | Somewhere Out There - Released: March 7, 2012 - Label: Binyl Records (AVCH-78037) - Formats: Compact disc, digital download, rental CD                                 | 7                               | 9,100        |                 |

### Coletâneas
| Ano  | Álbum/ Informação | Desempenho nas paradas musicais | Total vendas | Certificações |
| ---- | --- | ------------------------------- | ------------ | ------------- |
| 2006 | Best 2000–2005 - Independently released greatest hits album - Released: March 8, 2006 - Label: Under Horse Records (UHR-11) - Formats: Compact disc, digital download          | 18                              | 37,000       |               |
| 2010 | Monkey Majik Best: 10 Years & Forever - Greatest hits album - Released: July 14, 2010 - Label: Binyl Records (AVCH-78014) - Formats: Compact disc, digital download, rental CD | 4                               | 83,000       | - RIAJ: Ouro  |
| 2010 | Rare Tracks - B-sides and rarities album - Released: March 2, 2011 - Label: Binyl Records (AVCH-78030) - Formats: Compact disc, digital download, rental CD                    | 28                              | 6,700        |               |

### EPs
| Ano  | Álbum/ Informação | Desempenho nas paradas musicais | Total vendas |
| ---- | --- | ------------------------------- | ------------ |
| 2002 | Tired - Self-released - Released: May 13, 2002 - Format: Compact disc - Limited 1,000 copy release at Tower Records Sendai                       | —                               | —            |
| 2005 | Lily - Independently released - Released: February 9, 2005 - Label: Under Horse Records (UHR-4) - Formats: Compact disc, digital download        | 221                             | 2,400        |
| 2005 | Get Started - Independently released - Released: April 13, 2005 - Label: Under Horse Records (UHR-005) - Formats: Compact disc, digital download | 135                             | 4,300        |
| 2005 | Premium Box - Independently released - Released: July 2005 - Label: Under Horse Records (UHR-005) - Format: CD+DVD                               | —                               | —            |

### Singles
| Lançamento | Single                                                                                    | Notas/Observações | Desempenho em paradas musicais | Desempenho em paradas musicais | Desempenho em paradas musicais | Vendas Oricon | Álbum                                                   |
| Lançamento | Single                                                                                    | Notas/Observações | Oricon Singles Charts          | Billboard Japan Hot 100†       | RIAJ digital tracks†           | Vendas Oricon | Álbum                                                   |
| --- | ----------------------------------------------------------------------------------------- | --- | ------------------------------ | ------------------------------ | ------------------------------ | ------------- | ------------------------------------------------------- |
| 2006 | "Fly"                                                                                     | Primeiro single com o selo "Binyl Records"                                                                               | 19                             | —                              | —                              | 43,000        | Thank You                                               |
| 2006 | "Around the World"                                                                        | Drama Saiyūki theme song. 2× platina- ringtones Platina - cellphone downloads Ouro - PC downloads Ouro - cópias físicas. | 4                              | —                              | —                              | 164,000       | Thank You                                               |
| 2006 | "Futari" (フタリ, "Together")                                                             | | 15                             | —                              | 28*                            | 11,000        | Sora wa Marude                                          |
| 2007 | "Picture Perfect"                                                                         | Em colaboração com M-Flo                                                                                                 | 23                             | —                              | 41*                            | 10,000        | Sora wa Marude                                          |
| 2007 | "Sotsugyō, Soshite Mirai e." (卒業、そして未来へ。, "Graduation, then onto Your Future.") | Em colaboração com Seamo                                                                                                 | 24                             | —                              | 25*                            | 11,000        | Sora wa Marude                                          |
| 2007 | "Change"                                                                                  | em colaboração com Yoshida Brothers                                                                                      | 52                             | —                              | 91*                            | 6,000         | Sora wa Marude                                          |
| 2007 | "Monkey Majik x Monkey Magic"                                                             | Saiyūki-themed release                                                                                                   | 20                             | —                              | —                              | 33,000        | Sora wa Marude                                          |
| 2007 | "Sora wa Marude" (空はまるで, "The Sky Is Just Like")                                     | Radio single, 2× Platina - ringtone, Platina - cellphone download.                                                       | —                              | —                              | 8*                             | —             | Sora wa Marude                                          |
| 2008 | "Together / Akari / Fall Back" (あかり, "Light")                                          | Ouro - cellphone download                                                                                                | 11                             | 8                              | 23*                            | 35,000        | Time                                                    |
| 2008 | "Aitakute / Morning-Evening / Goin' Places" (あいたくて, "I Miss You")                    | | 21                             | 17                             | 73*                            | 11,000        | Time                                                    |
| 2008 | "Tada, Arigatō" (ただ、ありがとう, "Just, Thank You")                                     | Ouro - cellphone download                                                                                                | 28                             | 13                             | 23*                            | 9,600         | Time                                                    |
| 2009 | "Aishiteru" (アイシテル, "I Love You")                                                    | Ouro - cellphone download                                                                                                | 12                             | 7                              | 7                              | 14,000        | 10 Years & Forever                                      |
| 2009 | "Lupin the Third"                                                                         | Digital download, Lupin III theme song cover                                                                             | —                              | —                              | 13                             | —             | Lupin the Third Dance & Drive Official Covers & Remixes |
| 2009 | "Niji-iro no Sakana / Open Happiness / Monster" (虹色の魚, "Rainbow-colored Fish")        | | 22                             | 10 40 —                        | 32 44 —                        | 5,000         | 10 Years & Forever                                      |
| 2010 | "Sakura" ("Cherry Blossoms")                                                              | | 19                             | 1                              | 27                             | 6,000         | 10 Years & Forever                                      |
| 2010 | "Fast Forward"                                                                            | Released as a rental single                                                                                              | —                              | —                              | 36                             | —             | 10 Years & Forever                                      |
| 2010 | "Sunshine"                                                                                | Anime Nura: Rise of the Yokai Clan theme song                                                                            | 53                             | 86                             | 24                             | 5,000         | Westview                                                |
| 2011 | "Mahō no Kotoba" (魔法の言葉, "Magic Words")                                              | Digital download | —                              | —                              | —                              | —             | Westview                                                |
| 2011 | "Yume no Sekai" (夢の世界, "World of Dreams")                                             | Radio single | —                              | 20                             | 44                             | —             | Westview                                                |
| 2011 | "Ki o Ueta Otoko" (木を植えた男, "Man Who Grew a Tree")                                   | Digital download, 2011 Tohoku earthquake charity single                                                                  | —                              | —                              | —                              | —             | Somewhere Out There                                     |
| 2011 | "Headlight"                                                                               | | 30                             | 5                              | 14                             | 6,300         | Somewhere Out There                                     |
| 2012 | "Hero"                                                                                    | | 54                             | 7                              | 67                             | 1,800         | Somewhere Out There                                     |
| 2013 | "If"                                                                                      | |                                | 33                             |                                |               |                                                         |
| * charted on monthly Chaku-uta Reco-kyō Chart. †Japan Hot 100 established February 2008, RIAJ Digital Track Chart established April 2009. |                                                                                           | |                                |                                |                                |               |                                                         |

## Premios e indicações
| Ano  | Prêmio                            | Nomeação/Categoria                              | Trabalho (álbum/single) | Resultado | Ref.   |
| ---- | --------------------------------- | ----------------------------------------------- | ----------------------- | --------- | ------ |
| 2012 | MTV Video Music Awards Japan 2012 | Best Group Video - (Melhor Videoclipe de banda) | Hero                    | Indicado  | [ 19 ] |